# Уилфорт, Роберт
Ро́берт Уи́лфорт (англ. Robert Wilfort) — британский актёр и сценарист.

## Карьера
Дебютировал в кино в 1999 году, сыграв роль Гонта-младшего в эпизоде «Замороженные» телесериала «Убийство весьма ужасно». В 2005 году Уилфорт сыграл роль фотографа Риты Скитер Бозо в фильме «Гарри Поттер и Кубок огня».
В 2001 году дебютировал в качестве сценариста с короткометражным фильмом «Лемминги».

## Избранная фильмография
актёр
| Год       |   | Русское название               | Оригинальное название               | Роль                      |
| --------- | - | ------------------------------ | ----------------------------------- | ------------------------- |
| 1999      | с | Убийство весьма ужасно         | Murder Most Horrid                  | Гонт-младший              |
| 2002      | ф | Всё или ничего                 | All or Nothing                      | доктор Саймон Гриффит     |
| 2003      | с | Чисто английское убийство      | The Bill                            | Клайв Киттл               |
| 2004      | ф | Жизнь и смерть Питера Селлерса | The Life and Death of Peter Sellers | доставщик на мотоцикле    |
| 2004      | ф | Распутник                      | The Libertine                       | Хайсмэнс                  |
| 2005      | ф | Гарри Поттер и Кубок огня      | Harry Potter and the Goblet of Fire | фотограф Риты Скитер Бозо |
| 2005—2007 | с | Coronation Street              | Coronation Street                   | агент по недвижимости     |
| 2007      | с | Молокососы                     | Skins                               | Том                       |
| 2008      | ф | Я и Орсон Уэллс                | Me and Orson Welles                 | директор радио            |
| 2010      | с | Прах к праху                   | Ashes to Ashes                      | Рик Трэверс               |
| 2015      | с | Диккенсиана                    | Dickensian                          | Боб Кретчет               |
| 2018      | ф | Петерлоо                       | Peterloo                            | лорд Ливерпуль            |

сценарист
- 2001 — «Лемминги» / Lemmings